# László Miklós (fotográfus)
László Miklós (Kolozsvár, 1942. december 2. –) erdélyi magyar fényképész, a Romániai Fotóművészek Egyesületének (AAFR) tagja, László Dezső fia,  László Ferenc testvére.

## Életútja
Édesapja László Dezső (1904–1973), a kolozsvári belvárosi református gyülekezet lelkipásztora, édesanyja Vidovszky Éva (1913–2003), a gyülekezet kántora. Édesapját 1952–1954 között a Duna csatornához vitték munkaszolgálatra, 1957-ben pedig koholt vádak alapján három év börtönre ítélték. Négy gyermeket neveltek fel (Éva, Ferenc, Miklós, Kálmán).
László Miklós Bukarestben felsőfokú technikumot végzett, majd a Teleconstrucția telefonhálózat-építő országos vállalat kolozsvári kirendeltségénél dolgozott 37 éven keresztül. 1979–80-ban elvégezte az akkori Népi Művészeti Iskola fotó és film szakát.
1989-től tagja a Romániai Fotóművészek Egyesületének (AAFR).

## Munkássága
1971 óta foglalkozik fényképezéssel. 1983-tól az Utunk, majd a Helikon külső munkatársa, több kiadvány és könyv fotóillusztrátora. 1990 után a Korunk és az Erdélyi Gazda részére is készített fotóillusztrációkat. 2000 után belekezdett a dokumentációs fényképezésbe is, művelődési intézmények, egyesületek részére (Kolozsvár Társaság, Erdélyi Magyar Közművelődési Egyesület, Házsongárd Alapítvány, Bokréta Kulturális Egyesület, Erdélyi Gazda, Ipó László Alapítvány stb.) készített képeket.
Tevékenyen részt vállal Kolozsvár közművelődésében. 2005-től tevékenykedik a Kolozsvár Társaságban, 2007-től vezetőségi tag. Fényképkiállításokat szervez nemcsak az országban, hanem külföldön is. Több mint 800 felvételt készített a Házsongárdi temető megóvásra szánt sírjairól, ezzel segítve a Házsongárd Alapítvány munkáját. Így hozzájárult mintegy 400 sír műemlékké nyilvánításához. Több ilyen művészképe könyvekben is megjelent, száz kép például a 2022-es HázsongArt című könyvében.

### Kiállításai
- Kolozsvári Magyar Opera emeleti csarnoka, 2002. október (Örökségünk Kolozsvár és Mátyás király szoborcsoport)
- Pécs városi Várkonyi Nándor Könyvtár, 2003. szeptember 20. (Örökségünk Kolozsvár)
- Érd, Kós Károly szakképző Iskola, 2003. november 21. (Örökségünk Kolozsvár)
- Kolozsvári Református Kollégium díszterme, 2005. szeptember 10. (Örökségünk Kolozsvár)
- Kolozsvári Művészeti Múzeum, 2006 január 26. (Szecesszió a kolozsvári építészetben)
- Kolozsvár Társaság, 2006. október 23. (Kolozsvári 56-os helyszínek)
- Pécs, Ifjúsági ház, 2006. szeptember 28. (Szecesszió a kolozsvári építészetben)
- Kolozsvár, Reményik Sándor Galéria, 2008. január 20. (csoportos fotóművészeti kiállítás)
- Kolozsvári Municípiumi Kultúrház, 2008. március (Örökségünk Kolozsvár)
- Sárospatak, Művelődési Ház, 2010. március (Örökségünk Kolozsvár)
- Kolozsvár, Quadro Galéria, 2010. augusztus 19. (Kolozsvári szecesszió)
- Budapest, Budai Vigadó, 2010. szeptember 11. (Örökségünk Kolozsvár)
- Stuttgarti Magyar Kulturális Intézet, 2012. szeptember 28. (Kolozsvár képekben és Örökségünk Kolozsvár)
- Sopron, Pannonia Hotel, 2014. március 27. (Kolozsvár képekben és Házsongárd)
- Kolozsvár, ferences rendi kolostor refektóriuma, 2014. április 9. (Házsongárd)
- Kolozsvár, Unitárius Püspökség, 2014. április (Házsongárd)
- Kolozsvár, Minerva-ház, Cs. Gyimesi Éva-terem, 2014. augusztus 19. (Kolozsvár képekben és Soproni képek)
- Budapest, Polgárok Háza, 2015. április 15. (Kincses Kolozsvár)
- Kolozsvár Társaság, 2016. október 23. (56-os sírok a Házsongárdban)
- Kolozsvár, Fehér Galéria, 2018. január 21. (Házsong'art)
- Kolozsvár, Magyarország Főkonzulátusa, 2016, 2017, 2018
- Sárospatak, 2018. július (Házsong'art)
- Kolozsvár, Magyarország Főkonzulátusa és Kolozsvár Társaság, 2022. augusztus 15. (A szecesszió Kolozsváron)

### Illusztrációi (válogatás)
Több mint ötven könyvet, tanulmányt illusztrált képeivel.
Könyvek:
- Türk Hanspeter: Paul Richter, Kriterion, Bukarest, 1975
- László Ferenc: Táj és tudomány, Kriterion, 1973
- László Ferenc: Bartók Béla, Kriterion, 1980, 1985
- Barabás Miklós önéletrajza, Kriterion, 1985
- Banner Zoltán: Fuhrmann Károly, monográfia, Kriterion, 1991
- Gaal György: Kalauz a régi és új Kolozsvárhoz, Korunk, 1991
- Banner Zoltán: Erdélyi magyar művészet a XX században, Képzőművészeti Kiadó, Budapest, 1991
- B. Murádin Katalin: Faragott kőszószékek Erdélyben, Metem–Polis, 1994
- Kántor Lajos: Györkös Mányi Albert monográfia, Kriterion, 1995
- Banner Zoltán: Teremtő önvédelem, Az erdélyi magyar naivok művészete, Torony kiadó, Budapest, 1996
- Kántor Lajos: Fehér volt a világ. Nagy Albert élete és kora, Kriterion, 1997
- Tibori Szabó Zoltán: Ferenczy Júlia, Minerva, 2000
- Murádin Jenő: Fadrusz – két szobor száz éve – Polis és Gloria, 2002
- Cs. Szabó László terei 1905–2005 (szerk. Visky András), Kolozsvár Társaság, 2005 ISBN 973-7605-09-8
- Gaal György: Képes Kolozsvár, Polis 2007, 2012
- Murádin Jenő: Mátyás-szobor és alkotója Fadrusz János, Polis, 2008
- Kovács Zsolt: A barokk Kolozsvár,  Korunk-Komp-Press Kiadó, 2010
- Gaal György: Tört kövön és porladó kereszten, Stúdium, 2010
- Erdélyi magyar írók (szerk. Horváth Andor, Salat Csilla), Stúdium, Kolozsvár, 2011
- Hantz Lám Irén: A templom arcai, Stúdium, 2011
- Gaal György: Kolozsvár történelmi városkalauz, Tortoma, 2011
- Hantz Lám Irén: Templom a főtéren, Stúdium, 2012
- Forró Antal emlékezete (szerk. Németh Júlia), Komp-Press, Kolozsvár, 2013
- Hantz Lám Irén:  Szivárványrend (Válogatás Páll Lajos festményeiből, verseiből), Stúdium, 2013
- Gaal György: Cluj-Napoca – ghid turistic, istoric, cultural, Tortoma, 2014
- Kántor Lajos, Rigán Lóránd (szerk.): Erdély fővárosa Európában, Korunk, Komp-Press Kiadó, Kolozsvár, 2015
- Gaal György: Születtek Kolozsvárt, Polis, 2016
- Gaal György: Kolozsvár a századok sodrában, Kriterion, 2016
- Németh Júlia: B. Kőrösi Ibolya, Komp-Press, Kolozsvár, 2016
- Takács Gábor: Kolozsvár történetéből, Stúdium, 2016
- Dr. T. Veress Éva: Az én biokertem, Sárközy Péter Alapítvány a Biokultúráért, Piliscsaba, 2015
- Jakob Attila: Balázs Péter, MEGA Kiadó, 2019
- Takács Gábor: Balogh András festői világa – Universul pictural al lui Andrei Balogh, Kolozsvár–Cluj-Napoca, 2021
- Györkös Mányi Albert metszetei, Polis Kiadó, Kolozsvár, 2021
- Désy Károly művészi habitusa (szerk. Takács Gábor), Kolozsvár, 2021 ISBN 978-973-0-35484-3
- Beszél a kő (emlékalbum), Házsongárd Alapítvány, 2022
- Balázs László: Bőr – metszetek, Művelődés Kiadó, Kolozsvár, 2024 ISBN 978-606-8980-553

### Könyvei
- Pál Emese, László Miklós: Szecesszió Kolozsváron, Komp-Press Korunk Baráti Társaság, Kolozsvár, 2012 ISBN 9786067730111
- László Miklós, Nagy Béla: HázsongArt, Korunk–Komp-Press Kiadó, 2022 ISBN 9786067730340
- László Miklós,  Nagy Béla: KolozsvArt: szobrok, emlékművek Kolozsváron, Művelődés Kiadó, Kolozsvár, 2024 ISBN 978-606-8980-56-0

## Díjai, elismerései
- Veress Ferenc-emlékérem, Kelemen Lajos Műemlékvédő Társaság, Kolozsvár, 2010.[2]
- EMKE-életműdíj, 2023.[3]
- Magyar Arany Érdemkereszt, 2023[4]